# 중배엽

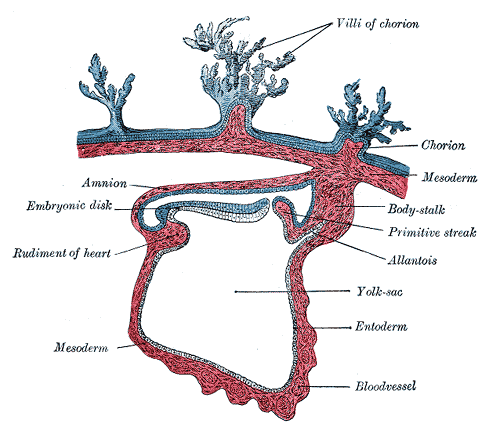
중배엽에서 유래된 기관

좌우대칭인 동물에서 중배엽(中胚葉, mesoderm)은 삼배엽 중의 하나이다. 다른 두 배엽은 외배엽과 내배엽이다. 중배엽은 이 두 배엽의 가운데 있는 배엽이다.
중배엽은 간충조직 (결합조직), 중피, 표피가 아닌 혈액세포를 형성하고 내세포 신호를 통해 남은 배로부터 분화한다. 중피는 체강을 구분짓는다. 중배엽은 근육, 격막, 장간막, 그리고 생식선 등을 형성한다. 
원조(Primitive streak)를 따라 삼배엽이 형성된 시점에서, 중배엽 부분에서는 FGF/ERK 신호에 의해 축옆중배엽(Paraxial mesoderm)과 가쪽판중배엽(Lateral plate mesoderm)이 형성되기 시작한다. 이 때, 윈트(WNT) 신호가 활발한 원조의 전방 부분에서는 축옆중배엽이, BMP4가 우세한 원조의 후방 부분에서는 가쪽판중배엽이 형성되기 시작한다. 다만 WNT신호의 경우 배아의 후방 부분의 발달을 조절하기도 하며, 이는 WNT - β catenin 신호 및 이 신호의 억제제인 GSK-3의 분해 등 복잡하고 정교한 기작에 의해 조절된다. 또한 레티노익산(Retinoic acid)과 FGF는 상호반대의 기작으로 각각 배아의 전방과 후방부의 발달을 조절하는 것으로 알려져 있다. 

## 정의
중배엽은 외배엽, 내배엽과 함께 인간 배아발달 과정 상의 셋째 주에 나타나는 3배엽 중 한 종류이다. 중배엽은 낭배 형성 과정에 의해 만들어지며, 축중배엽(Axial mesoderm), 축옆중배엽(Paraxial mesoderm), 가쪽판중배엽(Lateral plate mesoderm), 중간중배엽(Intermediate mesoderm)을 형성한다. 축중배엽은 척삭을 형성한다. 축옆중배엽은 머리 부위의 중간엽을 형성하는 소미토메어를 형성하며, 추가적인 발생과정을 통해 체절을 형성한다. 체절은 다시 발생과정을 거치며 피부분절, 뼈분절을 형성하며, 이들은 각각 연골과 뼈, 그리고 피하조직과 피부를 형성한다. 체절분화를 위한 신호는 척삭, 신경판, 표피 등주변의 다른 조직으로부터 유래된다. 중간중배엽은 축옆중배엽과 가쪽판중배엽을 연결하며, 최종적으로 신장, 생식선, 그리고 이들을 연결하는 관을 포함한 비뇨생식기 기관으로 분화된다. 가쪽판중배엽은 심장, 혈관, 혈관세포, 지방세포 및 팔 다리를 구성하는 중배엽 구성체들을 형성한다. 
그 외에도 중배엽은 혀 근육, 심장근, 골격근, 저작운동 및 표정에 관련되어 있는 근육,  연결조직, 피부, 피하조직, 뼈와 연골, 혈관상피세포, 적혈구, 백혈구, 치아 상아질, 부신피질 등을 형성하는 것으로 알려져 있다.  

## 발달
중배엽은 낭배형성 과정의 셋째 주에 내배엽과 외배엽 사이의 공간에 형성된다. 이 과정은 위판 표면에서 원시선조의 형성과 함께 시작된다. 위판 세포들은 위판과 아래판 사이에서 원시선조의 바로 밑 쪽 선상을 따라 함입되며, 이 과정에서 일부 세포들은 아래판을 대체하며 내배엽을 형성하고, 그 외의 세포들은 내배엽 바로 위쪽을 따라 머리쪽과 양옆쪽 방향으로 퍼지며 중배엽을 형성한다. 중배엽 세포들은 척삭에 이르러 축옆중배엽을 형성할 때까지 중앙선을 따라 이동한다. 이 때, 축옆중배엽의 양옆 방향으로는 얇은 가쪽판중배엽이 형성된다. 중간중배엽은 축옆중배엽과 가쪽판중배엽 사이 공간에 형성된다. 배아 외 중배엽, 원조, 배아중배엽 등은 수정 후 13일에서 15일 사이에 자리 잡는다. 척삭 형성과정은 15일에서 17일 사이에 발생한다. 17일에서 19일 사이에는 첫 세 개의 체절이 형성된다. 

### 축옆중배엽 (Paraxial mesoderm)
발생과정 셋째 주에, 축옆중배엽은 여러 개의 분절로 나뉜다. 두부 부위(Cephalic region) 및 두미 방향(Cephalocaudal direction)으로 성장하는 분절들은 체절구(somitomere)를 형성한다. 체절구는 좌우 한 쌍으로 성장하는 몸 분절을 형성하며, 이 체절은 넷째 주에 척추를 이루어 척삭과 척수를 감싼다. 다섯째 주가 되면 4개의 후두부 체절, 8개의 경추 체절, 12개의 흉부 체절, 5개의 요추 체절, 5개의 천골 체절, 8~10개의 미골체절이 관찰된다. 체절로부터 뼈분절(sclerotome), 피부근육분절(dermomyotome), 힘줄분절(syndetome)이 비롯하며, 이들은 인접한 다른 종류의 조직(신경판, 척삭, 외배엽 표면, 혹은 다른 체절 등)으로부터 유래되는 다양한 형태형성(morphogenic) 신호들에 의해 결정된다. 힘줄분절은 힘줄을, 뼈분절은 연골과 뼈로 분화한다. 피부근육분절은 근육을 형성하는 근육분절(myotome)과 등의 진피층을 형성하는 피부분절(dermatome)로 나뉜다.

#### 분자 수준에서의 체절 분화 조절
체절 근처의 척삭, 신경판, 표피, 가쪽판 중배엽은 체절 분화를 위해 다양한 신호를 보낸다.  척삭의 단백질은 체절이 형성되기 전의 중배엽 영역에 축적되며, 체절이 실제로 형성됨에 따라 감소한다. 척삭과 신경판은 소닉 헤지호그 단백질을 활성화시키며, 이는 체절에서 뼈분절의 형성을 도와준다. 뼈분절의 세포들은 PAX1 단백질을 발현하며, 추후 연골과 피부의 형성을 유도한다.  신경판은 WNT1을 활성화하여 PAX2 발현을 유도하며, 이는 근육분절과 피부분절을 형성한다. 또한, 신경판은 neurotrophin (NT-3)을 분비하여, 체절이 피부를 형성하도록 유도한다. 각각의 체절의 경계선은 레이노익산과 FGF8, WNT3a의 조합에 의해 조절된다. 레티노익산은 양방향으로 형성되는 중배엽의 발달을 조절하여 초기 배아에서 좌우 대칭 형태의 발달을 조절한다. 

### 가쪽판 중배엽 (Lateral plate mesoderm)
가쪽판중배엽은 배아발달 과정 상 축옆중배엽을 기준으로 양쪽 바깥쪽에 얇고 넓게 위치한다. 수정 후 셋째 주가 되면 가쪽판중배엽은 체벽중배엽(somatic mesoderm)과 내장중배엽(splanchnic mesoderm)으로 나뉘며, 이들은 함께 배아속체강(intraembryonic coelom)을 형성한다. 체벽중배엽은 외배엽 선상을 따라 연장되며 체벽엽(somatopleure)을 형성하고, 내장중배엽은 내배엽 선상을 따라 연장되며 내장엽(splanchnopleure)을 형성한다. 벽쪽중배엽은 외배엽과 함께 가쪽 체벽(lateral body wall)과 중피세포 등의 발달에 기여하고, 내장중배엽은 팔과 다리, 창자의 중간엽층과 장막, 지방세포, 심장 등을 형성한다.

### 중간중배엽 (Intermediate mesoderm)
중간중배엽은 축옆중배엽과 가쪽판중배엽을 연결하는 조직으로, 비뇨생식기를 구성하는 세포들로 분화되는데, 대표적으로 콩팥분절(nephrotome)과 콩팥발생끈(nephrogenic cord)이 여기에 해당된다. 중간중배엽은 또한 비교기계통과 생식샘의 외분비체의 발달을 도와준다.

## 같이 보기
- 배엽에서 유래된 사람 세포 유형 목록